# Раввин, Вульф Абрамович
Вульф Абрамович Раввин  (5 февраля 1888, Германовичи, Виленская губерния — 1976, Донецк, Украинская ССР, СССР) — украинский советский учёный в области гистологии. Профессор, заведующий кафедрой Донецкого медицинского института. Автор научных работ в области пневмокониоза, впервые им была описана морфологическая картина антракоза.

## Биография
Родился в семье учителя в местечке Германовичи. Изучал медицину во Франции, был учеником известного А. Г. Гурвича. Окончил медицинский факультет Лионского университета. Вернувшись на родину, работал школьным учителем. В 1920-х годах переехал в Донецк, где работал в патологоанатомическом отделении Института физиологии труда и профессиональных заболеваний, а также ассистентом на кафедре гистологии медицинского института.
В 1930 году перешёл на постоянную работу на кафедру гистологии, а в сентябре 1934 года возглавил кафедру. Благодаря ему были созданы Методические разработки для преподавателей по всем разделам гистологии, цитологии и эмбриологии.

## Научные труды
- Раввин В.А. Реакция легких на разные виды угольной пыли / В.А. Раввин, П.А. Эньякова // В сб.: Борьба с силикозом. Т.1.Изд. АН СССР. М. -1953.-С. 79-84.
- Раввин В. А. К вопросу о профилактике антракоза // Борьба с силикозом. — М .: Наука. — 1964. — Т. 6. — С. 295—298.